# دارکو براشاناتس
دارکو براشاناتس (صربی: Darko Brašanac؛ زادهٔ ۱۲ فوریهٔ ۱۹۹۲) بازیکن فوتبال اهل صربستان است.
از باشگاه‌هایی که در آن بازی کرده‌است می‌توان به باشگاه فوتبال رئال بتیس، باشگاه فوتبال دپورتیوو آلاوس، و باشگاه فوتبال پارتیزان اشاره کرد.
وی همچنین در تیم‌های ملی فوتبال زیر ۲۱ سال صربستان، و صربستان بازی کرده‌است.